# Dylemat podróżnika
Dylemat podróżnika – gra o niezerowej sumie, sformułowana przez Kaushika Basu w 1994. Zasady tej gry są następujące:
Linia lotnicza zgubiła dwie walizki, należące do dwóch podróżnych. Walizki były identyczne i miały taką samą zawartość. Linia oferuje odszkodowanie za ich zgubienie, ale w kwocie nie większej niż $100. Aby określić wartość walizek, ich właściciele proszeni są niezależnie od siebie o napisanie kwoty, jakiej oczekują – nie mniejszej niż $2 i nie większej niż $100. Jeśli napiszą taką samą kwotę, zostanie ona uznana za wiążącą i obaj otrzymają odszkodowanie tej wysokości. Jeśli napiszą różne kwoty, za wiążącą zostanie uznana niższa kwota. Dodatkowo, ten, kto napisze niższą kwotę, dostanie bonus w wysokości $2, a ten, kto napisze wyższą, straci $2 ze swojego odszkodowania.
Wariantem tej gry jest ograniczenie wyboru graczy do dwóch kwot: $2 i $3. W tej postaci gra jest identyczna matematycznie do dylematu więźnia. Dylemat podróżnika może być więc traktowany jako jego uogólnienie. Jest również powiązany z grą zgadnij 2/3 średniej, ponieważ podobnie jak w niej, można znaleźć równowagę Nasha przez iterowaną eliminację strategii dominujących i podobnie jak w niej, eksperymenty pokazują, że ludzie grają zupełnie inaczej niż wynikałoby to z przewidywań teorii.

## Analiza gry
Jeśli przewidujemy, że przeciwnik napisze wartość $100, najbardziej opłaca nam się napisać $99. Nasza nagroda wyniesie wtedy $101. Jeśli jednak przeciwnik przewidzi, że będziemy chcieli napisać $99, sam napisze $98 (jego nagroda wyniesie wtedy $100, a nasza $96). Kontynuując to rozumowanie, dojdziemy do wniosku, że od każdej strategii $X lepsza jest strategia X-$1, z wyjątkiem $2, które są minimalną wartością. Zgodnie z teorią gier, napisanie $2 jest więc strategią dominującą i jedyną równowagą Nasha jest sytuacja, gdy obaj gracze dostają $2.
Eksperymenty, w których gracze grają w tę grę na prawdziwe pieniądze, pokazują jednak, że większość ludzi podaje kwoty bliskie $100. Co więcej, strategię taką stosują ludzie zarówno nie znający teorii gier, jak i ci, którzy ją znają. Dodatkowo, gracze grający w ten sposób zyskują znacznie więcej niż gdyby grali strategią optymalną według teorii. 
Oznacza to nie tylko, że ludzie nie grają racjonalnie, ale też że zyskują więcej, niż gdyby tak grali. Ten paradoks stanowi podstawę do opracowywania teorii konkurencyjnych do teorii racjonalnego wyboru. Przykładowo strategia nadracjonalna w tej grze każe zawsze wybierać wartość $100, zakładając, że przeciwnik dojdzie do tego samego wniosku.

## Macierz wypłat
Macierz wypłat w tej grze wygląda następująco:
|     | 100      | 99      | 98      | 97     | ⋯ | 3    | 2    |
| 100 | 100, 100 | 97, 101 | 96, 100 | 95, 99 | ⋯ | 1, 5 | 0, 4 |
| 99  | 101, 97  | 99, 99  | 96, 100 | 95, 99 | ⋯ | 1, 5 | 0, 4 |
| 98  | 100, 96  | 100, 96 | 98, 98  | 95, 99 | ⋯ | 1, 5 | 0, 4 |
| 97  | 99, 95   | 99, 95  | 99, 95  | 97, 97 | ⋯ | 1, 5 | 0, 4 |
| ⋮   | ⋮        | ⋮       | ⋮       | ⋮      | ⋱ | ⋮    | ⋮    |
| 3   | 5, 1     | 5, 1    | 5, 1    | 5, 1   | ⋯ | 3, 3 | 0, 4 |
| 2   | 4, 0     | 4, 0    | 4, 0    | 4, 0   | ⋯ | 4, 0 | 2, 2 |